# 달라스의 음모
《달라스의 음모》(Executive Action)는 미국에서 제작된 데이비드 밀러 감독의 1973년 드라마 영화이다. 버트 랭카스터 등이 주연으로 출연하였고 에드워드 루이스 등이 제작에 참여하였다.

## 줄거리
미국 버지니아주의 전(前) CIA 고관(로버트 라이언) 저택에서는 몇몇이 모여 비밀협의가 한창이다. 역시 전 CIA의 요원(버트 랑카스터), 텍사스의 석유왕(윌 기어) 등등……. 그들에게는 강력한 이해(利害)의 일치가 있다. 케네디 대통령이 온건정책을 계속하는 한 그들이 입을 피해는 막대하기 때문이다. 여기서 케네디 제거를 위한 암살방법이 결정된다. 석유왕이 행동원조와 자금제공을 맡고 나선다. 콜로라도주의 무인(無人) 암석지대에서 고용 살인자의 그룹이 트레이닝을 개시한다. 방법은 3각화선(三角火線), 즉 오픈카로 천천히 행진하여 오는 차안의 사람에게 조준을 맞추어 세 사격수가 잇따라 발사하는 특별훈련이다.
한편, 그와 같은 무서운 음모가 진행되고 있는 가운데 케네디는 계속 진보적인 정책을 진행시키며 눈부신 활약을 한다. 그러한 장면들이 실제의 뉴스 필름을 통해 생생하게 되살아난다.
암살 음모와 그 계획의 진행상태, 흑백판 뉴스에 나타나는 케네디의 움직임이 날카로운 대비(對比)를 보여 숨가쁜 효과를 고조시킨다. 직접 라이플을 다루는 사격의 명수로는 쿠바 혁명 모의 때 조직된 그룹이 기용되고 표적을 태운 자동차는 시속 12마일로 조용히 이동한다. 저격수들은 그 목표가 누구인지를 전혀 알지 못한다. 또한 진짜 사격 범인이 체포되어서는 전모가 드러난다. 그렇기 때문에 범인은 가짜가 필요하다. 제1의 가짜 오스왈드가 체포되면 제2의 가짜 범인에 의해 사살되고 사건의 주모자는 물론 지령자와 직접 라이플 탄환을 케네디에게 쏜 진범도 영구히 어둠 속에 묻혀야만 되는 것이다. 그리하여 계획은 예정대로 진행되고 그리고 성공했다. 댈러스의 뜨거운 햇살아래…….

## 감상
사건은 이렇게 끝났으나 이후 그 사건에 대해 밝혀진 것은 아무것도 없었다. 그러나 세계는 알고 있는 것이다. 케네디의 암살이 결코 한둘의 암살광에 의한 것이 아니라 세계의 평화와는 근본적으로 이해(利害)가 상반되는 검고 더럽고 거대한 손에 의한 것임을.

## 출연

### 주연
- 버트 랭카스터
- 로버트 라이언
- 윌 기어
- 길버트 그린

### 조연
- 존 앤더슨
- 폴 카
- 콜비 체스터
- 에드 로터
- 월터 브룩
- 존 브라샤

## 기타
- 협력프로듀서: 스티브 자페